# Aaron Pearl
Pour les articles homonymes, voir Pearl.
Aaron Pearl est un acteur canadien, né le 11 mai 1972 à Sechelt (Colombie-Britannique, Canada).

## Filmographie

### Cinéma
- 1997 : La météorite du siècle : Peters
- 1997 : Le Détonateur : Sean Laughrea
- 2000 : Duos d'un jour (Duets): Buddy
- 2002 : Imagine 17 ans : Brad
- 2007 : La Voix des morts : La Lumière (White Noise: The light) : Stanley
- 2010 : Transparency : Reg
- 2013 : Man of Steel : Client bar
- 2016 : Viens avec moi (Blackway) : Scotty Cavanaugh

### Télévision

#### Séries télévisées
- 1996 : Poltergeist : Les Aventuriers du surnaturel (saison 1, épisode 13) : Hal
- 1996 : Highlander (saison 5, épisode 3) : Corman
- 1996 : Au-delà du réel - l'aventure continue (saison 2, épisode 13) : Clark
- 1997 : The Sentinel (saison 2, épisode 15) : Harley
- 1997 : Police Academy (saison 1, épisode 22) : Roosevelt
- 1998 : The Crown (saison 1, épisode 6) : Lee
- 1998 : The Wonderful World of Disney (saison 2, épisode 3) : Fair
- 1998 : The Wonderful World of Disney (saison 2, épisode 10) : Karl
- 1998 : First Wave (saison 1, épisode 15) : Détective Mike Olanski
- 1998 : Au-delà du réel - l'aventure continue (saison 4, épisode 18) : Roger Beckersly
- 1999 : Atomic Train (Mini-série) : Fireman Driver
- 1999 : Stargate SG-1 (saison 2, épisode 21) : Lt. George Hammond
- 2000 : Au-delà du réel - l'aventure continue (saison 6, épisode 17) : Lt. Winters
- 2001 : The lone gunmen : Au coeur du complot (saison 1, épisode 8) : Officier Tollin
- 2001 : Night visions (saison 1, épisode 7) : Sam (segment "Reunion")
- 2002 : Edition spéciale (saison 1, épisode 6) : Raymond Briner
- 2002 : Disparition (Mini-série) (épisode 3) : State Trooper (non crédité)
- 2003 : La Treizième Dimension (saison 1, épisode 35) : Team Commander
- 2003 : John Doe (saison 1, épisode 21) : NSA Security
- 2004 : Smallville (saison 3, épisode 16) : Len Burton
- 2004 : Stargate SG-1 (saison 8, épisode 3) : Major Kearney
- 2004 : Dead Like Me (saison 2, épisode 13) : Brett
- 2004 : Da Vinci's Inquest (saison 7, épisode 4) : Pompier #2
- 2005 : Battlestar Galactica (saison 2, épisode 17) : M. Thornton, Spécialiste à bord du BS Pegasus
- 2005-2006 : Dead Zone (saison 4, épisode 6) : Cole (non crédité épisode 5x07)
- 2006 : Saved (saison 1, épisode 1) : Schell
- 2005-2007 : Intelligence : George Williams
- 2008 : The L Word (saison 5, épisode 4 & 8) : Lt. Finnerty
- 2008 : The Guard : Police maritime (saison 1, épisode 6) : Jake
- 2008 : Rabbit Fall (saison 2, épisode 7) : Clinton Morrison
- 2009 : Wild Roses (saison 1, épisode 1) : Jack
- 2009 : Harper's Island (épisodes 2, 5, 6, 7 et 11) : Agent Garrett
- 2009 : Fringe (saison 2, épisode 3) : Agent Tevez
- 2009 : Supernatural (saison 4, épisode 20) : Roger
- 2011 : Fancy (saison) : Assez bel homme
- 2012 : Supernatural (saison 8 , épisode 3) : Officier Levitt
- 2013 : The Killing (saison 3, épisode 4) : Détective Charles Taggert
- 2013 : King and Maxwell (saison 1, épisode 2 & 3) : Joe Van Ness
- 2013 : L'Heure de la peur (saison 3, épisode 25) : Hank
- 2014 : L'Heure de la peur (saison 4, épisode 10) : Pete Donaldson
- 2014 : Arctic Air (saison 3, épisode 6) : John Crowe
- 2014 : Bates Motel (saison 2, épisodes 9 et 10) : Ben
- 2014 : Signed, Sealed, Delivered (saison 1, épisode 8) : Carl Brackner
- 2014 : Rogue (saison 2, épisode 8) : CPL. Finch
- 2015 : Proof (saison 1, épisode 1) : Carl Seavers
- 2016 : Arrow (saison 5, épisode 1) : Intouchable #3
- 2018 : Take Two (saison 1, épisode 4) : Agent DEA
- 2019 : Le Maître du Haut Château (saison 4, épisode 1 & 3) : Hank McCraie
- 2019 : Perdus dans l'espace (saison 2, épisode 4 & 5) : Hilmi Farhan / Hapgood
- 2024 : Tracker : Henry Benson (saison 2, épisode 3)

#### Téléfilms
- 1996 : Annie O : Chuck
- 1996 : Susie Q (en) : un joueur
- 1996 : Une erreur de jeunesse : Frat Boy #1
- 1996 : Le Titanic : Lookout Reginald Lee
- 1997 : La météorite du siècle (Doomsday Rock) : Peters
- 1998 : Ebenezer : Ebenezer à l'âge de 17, 18 et 25 ans
- 1998 : Nobody Lives Forever : un malfaiteur
- 1998 : Alien Abduction: Incident in Lake County : Kurt
- 1998 : Voyage of Terror : Randy Haynes
- 1999 : Escape from Mars : Robert Singer
- 1999 : L'enfer de verre (Heaven's Fire) : Tom
- 2000 : Le Prix de l'éternité (The Spring) : Josh Gamble
- 2003 : La Confiance trahie (Accuse) : Billy
- 2005 : Bloodsuckers : Roman
- 2005 : Impossible n'est pas Noël (Deck the Halls) : Mailman
- 2006 : A Little Thing Called Murder : Sheriff
- 2006 : 11 septembre : Le détournement du vol 93 : Boston Controller
- 2006 : Pour sauver ma fille (Augusta, Gone) : Tony
- 2006 : Ma fille en danger (téléfilm, 2006) (Engaged to Kill) : Derek Woodcutter
- 2006 : The Accidental Witness : Jeff Monroe
- 2007 : Trois Sœurs dans le Montana (Montana Sky) : Nate
- 2007 : Pluie infernale (Anna's Storm) : Douglas Mak
- 2007 : Perdus dans la tempête (Lost Holiday: The Jim & Suzanne Shemwell Story) : Blake Thompson
- 2008 : Yeti: Curse of the Snow Demon : Tilman
- 2008 : Vipers : Jack Martin
- 2008 : L'enfer du feu (Trial by Fire) : Sean Milligan
- 2008 : La Voleuse au grand cœur (Past Lies) : Kozlowski
- 2009 : Fireball : Lieutenant Pompier
- 2010 : Stonehenge Apocalypse : Capitaine
- 2010 : Concrete Canyons : Carter
- 2010 : La Digne Héritière (Growing the Big One) : Bobby Ellis
- 2010 : La Colère de Sarah (One Angry Juror) : Détective Runyon
- 2010 : Ice Quake, piège de glace (Ice Quake) : Cochrane
- 2013 : Tom, Dick & Harriet (Tom Dick & Harriet) : Owen Bickford
- 2013 : The Carpenter's Miracle : Sergent Charlie Kurlanski
- 2014 : Disparitions suspectes (My Gal Sunday) : le procureur Nate Reynolds
- 2014 : Le Vrai Visage de mon mari (Til Death Do Us Part) : inspecteur Geller
- 2016 : Petits meurtres et pâtisserie : Une recette mortelle (Murder, She Baked: A Deadly Recipe) : Gary Koehler
- 2016 : En route vers le mariage (The Wedding March) : Duke
- 2016 : Un amour irrésistible (The Irresistible Blueberry Farm ) : Dave
- 2016 : On a kidnappé mon mari (Abducted Love) : Détective Barry Matthews
- 2016 : Sexe, mensonges et meurtre (Death of a Vegas Showgirl) : Détective Nelson
- 2017 : En route vers le mariage : rendez-vous avec l'amour (Wedding March 2: Resorting to Love) : Duke
- 2017 : Disparitions sur le campus (Campus Caller) : Détective Chris Duncan
- 2017 : Quelques milliards pour une veuve noire (Deadly Attraction) : Joe
- 2017 : Maternal Instinct : Hayden Staltzy
- 2018 : En route vers le mariage : un amour de Saint-Valentin (Wedding March 3: Here Comes the Bride) : Duke
- 2018 : En route vers le mariage : faits l'un pour l'autre (Wedding March 4: Something Old, Something New) : Duke
- 2018 : Mon fils en danger (Muse) : Député Sean Martell
- 2019 : En route vers le mariage : le retour de mon ex (Wedding March 5: My Boyfriend's Back) : Duke